# The Foreshadowing
The Foreshadowing (від англ. — віщуючи) італійський дум-метал/готик-метал гурт що був створений в 2005 році в місті Рим, що в Італії.

## Про гурт
Ідея про створення музикального гурту виникла у Alessandro Pace (колишнього учасника Klimt 1918, Spiritual Front та Dope Stars Inc.) ще в 1997 році. Його друзі Andrea Chiodetti (гітарист Grimness і ex Spiritual Front) та Francesco Sosto (клавішник, ex Spiritual Front та сесійний учасник Klimt 1918) пізніше приєднались до нього. Тріо розпочало свою діяльність з 1999 року. Вони вирішили створити готик-дум метал гурт з епічним етеріальним звучанням, при цьому сучасним та оригінальним. Однак, вони не змогли знайти потрібних людей щоб їх гурт став нарешті повним. Через це гурт знаходився в ембріональному стані досить довго. Так продовжувалось до 2006 року, коли до них приєднався ударник Jonah Padella (Grimness, бас-гітарист Davide Pesola (Klimt 1918) та Marco Benevento (вокаліст How Like a Winter).

### Події

#### Оновлення складу
У вересні 2010 року The Foreshadowing представили нового бас-гітариста. Після довгих пошуків достойної заміни до групи приєднався Франческо Гвільянеллі (Endaemona). Дебют Франческо в складі The Foreshadowing відбувся на фестивалі Summer Breeze.

#### Номінація та тур
У лютому 2011 року альбом «Oionos» був номінований Metal Storm Awards на звання «Найкращого готик-метал альбому», а кавер на пісню «Russians» — на звання «Найкращого каверу». Також Friedhof Online Magazine визнав «Oionos» найкращим альбомом року. У травні цього ж року гурт вирушив у тур разом з групою Theatres des Vampires, в рамках якого відвідали такі країни, як Німеччина, Франція, Бельгія, Велика Британія. У червні група виступила на найбільшому фестивалі Wave Gotik Treffen поряд з Katatonia і October Tide.

#### Праця над Second World
Наприкінці червня 2011 року музиканти почали роботу над новим матеріалом. У листопаді хлопці відправилися в студію, процес запису тривав до лютого 2012 року. Мікшуванням і мастерингом займався Дан Сван. Третій повноформатний альбом The Foreshadowing отримав назву «Second World». На цьому альбомі, за словами самих музикантів, група спробувала поєднати мелодійність і меланхолію «Days of Nothing» з похмурістю і тяжкістю «Oionos». На «Second World» The Foreshadowing вперше використали акустичну гітару і григоріанські хорали. Реліз третього альбому відбувся 20 квітня 2012 року на лейблі Cyclone Empire Records. Оформленням альбому займався Тревіс Сміт.

## Альбоми

### Days of Nothing
Дебютний, повноформатний альбом Days of Nothing був випущений восени 2005 року та дороблений у 2006 році на студії Outer Sound Studios що у Римі. Days of Nothing про уявний апокаліпсис якого бажали прості люди, але на думку інших були божевільними. Після релізу цього альбому, був підписаний контракт із Candlelight Records, та вже 22 жовтня 2007 року, отримав похвалу багатьох музичних критиків. Зразу ж після випуску альбому, The Foreshadowing оголосили про офіційне партнерство з Jackson Guitars що в США

### Oionos
На початку 2010 року The Foreshadowing оголосили про випуск свого другого альбому Oionos, якого дата випуску була встановлена у квітні 2010 року, і в цей же час розповіли про підписання угоди про співпрацю з німецькою студією звукозапису Cyclone Empire Records. У трек лист альбому також попав і кавер на хіт Стінга 1980-х років — Russians.

### Second World
Second World — це кінематографічна атмосфера в поєднанні з потужними дум-металом, що обіцяє стати найбільш амбітним альбомом італійського гурту. Альбом був зкомбінований та створений Dan Swanö на Unisound Studios (Еребру, Швеція), в той час як відомий художник Тревіс Сміт (Travis Smith) працював над ілюстрацією та дизайном альбому. Записи сесій були проведені в Outer Sound Studios в Римі з Джузеппе Орландо (Giuseppe Orlando).

### Seven Heads Ten Horns
Seven Heads Ten Horns - четвертий альбом гурту. Вийшов 29 липня 2016 року.

## Дискографія

### Days of Nothing (2007, Candlelight)
1. Cold Waste 06:23
2. The Wandering 04:41
3. Death Is Our Freedom 05:20
4. Departure 04:08
5. Eschaton 06:44
6. Last Minute Train 04:06
7. Ladykiller 04:24
8. The Fall 06:16
9. Days Of Nothing 06:32

Обкладинка альбому "Days of Nothing"

10. Into The Lips Of The Earth 03:44]]

### Oionos (2010, Cyclone Empire Records)
1. The Dawning 06:44
2. Outsiders 05:16
3. Oionos 06:08
4. Fallen Reign 05:45
5. Soliloquium 02:29
6. Lost Humanity 06:10
7. Survivors Sleep 04:46
8. Chant Of Widows 07:28
9. Hope. She's In The Water 05:38
10. Russians (Sting-cover) 05:47
11. Revelation 3-11 03:37

### Second World (2012, Cyclone Empire Records)
1. Havoc 07:12
2. Outcast 04:50
3. The Forsaken Son 04:34
4. Second World 05:37
5. Aftermaths 06:27
6. Ground Zero 04:30
7. Reverie Is A Tyrant 05:15
8. Colonies 06:20
9. Noli Timere 06:00
10. Friends Of Pain 04:01]]

### Seven Heads Ten Horns (2016, Metal Blade)
1. Ishtar 02:30
2. Fall of Heroes 04:56
3. Two Horizons 05:16
4. New Babylon 06:52
5. Lost Soldiers 04:45
6. 17 06:10
7. Until We Fail 04:53
8. Martyrdom 06:00
9. Nimrod 14:05

## Склад

### Учасники
- Marco I. Benevento — Вокал
- Alessandro Pace — Гітара
- Andrea Chiodetti — Гітара
- Francesco Sosto — Клавіші, вокал
- Francesco Giulianelli — Бас
- Jonah Padella — Барабани

### Колишні учасники
- Davide Pesola — Бас
- Andrea Sileo — Бас